# Petrus van Sebaste
Petrus van Sebaste (Caesarea, rond 340 – Sebaste, Armenia Inferior, 9 januari 391) was een vroege christelijke bisschop en een prominente figuur in de vroege Kerk. Hij wordt gevierd als heilige in zowel de oosters-orthodoxe als de katholieke tradities, met zijn feestdag op 9 januari.

## Leven en Familie
Petrus werd geboren in een hechte christelijke familie in Cappadocië (het huidige Turkije). Hij was de jongste van tien kinderen van de heilige Basilissa en Emmelia, die beiden als heiligen worden vereerd. Zijn oudere broers waren de beroemde heilige Basilius de Grote en heilige Gregorius van Nyssa, terwijl zijn zus Macrina de Jongere een gerespecteerde monastieke leider was.
Petrus ontving een uitstekende christelijke opvoeding onder invloed van zijn familie en koos, geïnspireerd door de toewijding van zijn zus Macrina, voor een ascetisch leven. Hij sloot zich aan bij de kloostergemeenschap die door zijn zus was opgericht en leefde vele jaren als monnik.

## Bisschop van Sebaste
In 380 werd Petrus gekozen tot bisschop van Sebaste (nu Sivas, Turkije). In zijn ambt stond hij bekend om zijn orthodoxie en verdediging van de leerstellingen van het Concilie van Nicea, vooral tegen het arianisme, dat destijds wijdverspreid was. Hij werkte nauw samen met zijn broers Basilios en Gregorius om de geloofseenheid in de regio te bevorderen.

## Nalatenschap
Petrus van Sebaste wordt herinnerd als een toegewijd herder, een vurige verdediger van de orthodoxe christelijke leer en een model van ascetisch leven. Zijn leven en werk droegen bij aan de bloei van het monastieke leven in Cappadocië en aan de verdediging van de orthodoxe theologie in een tijd van grote controverse.

## Verering
Petrus werd na zijn dood snel vereerd als een heilige. Zijn feestdag wordt gevierd op 9 januari. Samen met zijn familieleden, die vaak als de "Cappadocische heiligen" worden aangeduid, blijft hij een belangrijke figuur in de kerkelijke geschiedenis.